# 美国空军特种侦察员
美国空军特种侦察员（英语：Special Reconnaissance，简称SR，AFSC 1Z4X1），是美国空军特战部队下属的特战部队士兵职业之一，负责计划、执行、监督、领导多域侦察与监视行动，重点是电磁频谱作战，以满足空军和联合部队对信息和情报的需求，加强作战环境联合情报准备，并实现空中力量致命与非致命打击的空地一体化。
特种侦察员以前称为特种作战气象员（英语：Special Operations Weather Team，简称SOWT，AFSC 1W0X2）。随着美国国家战略逐步从反恐战争转向大国对抗，美国空军特种作战司令部开始着手扩大空军特种战术部队的能力。2019年4月30日，特种作战气象员更名为特种侦察员，职业核心能力由气象分析转为多域侦察与监视。

## 分配单位及驻地
特种侦察员在其职业生涯中会服役于多个单位，并担任不同的职位。

### 美国本土及海外中队
- 第21特种战术中队（英语：21st Special Tactics Squadron）（21 STS），北卡罗来纳州波普机场（英语：Pope Field）
- 第22特种战术中队（英语：22nd Special Tactics Squadron）（22 STS），华盛顿州刘易斯-麦科德联合基地
- 第23特种战术中队（英语：23rd Special Tactics Squadron）（23 STS），佛罗里达州赫尔伯特机场（英语：Hurlburt Field）
- 第24特种战术中队（英语：24th Special Tactics Squadron）（24 STS），北卡罗来纳州波普机场
- 第26特种战术中队（英语：26th Special Tactics Squadron）（26 STS），新墨西哥州坎农空军基地
- 第123特种战术中队（英语：123rd Special Tactics Squadron）（123 STS）， 肯塔基空军国民警卫队（英语：Kentucky Air National Guard），肯塔基州路易维尔空军国民警卫队基地
- 第125特种战术中队（英语：125th Special Tactics Squadron）（125 STS）， 俄勒冈空军国民警卫队（英语：Oregon Air National Guard），俄勒冈州波特兰空军国民警卫队基地
- 第720作战支援中队（720 OSS），佛罗里达州赫尔伯特机场
- 第724作战支援中队（724 OSS），北卡罗来纳州波普机场
- 第320特种战术中队（英语：320th Special Tactics Squadron）（320 STS），日本冲绳县嘉手纳空军基地
- 第321特种战术中队（英语：321st Special Tactics Squadron）（321 STS），英国萨福克郡英国皇家空军米尔登霍尔基地

### 空军教育与训练司令部参谋及教官职位分配单位
- 空军教育与训练司令部总部作战司空地作战专业化局（HQ AETC/A3S），德克萨斯州圣安东尼奥联合基地-兰多夫空军基地
- 特战训练联队（SWTW），德克萨斯州圣安东尼奥联合基地-拉克兰空军基地
- 特战训练大队（SWTG），德克萨斯州圣安东尼奥联合基地-拉克兰空军基地
- 第350特战训练中队（350 SWTS），德克萨斯州圣安东尼奥联合基地-拉克兰空军基地
- 特战训练支援中队（SWTSS），德克萨斯州圣安东尼奥联合基地-拉克兰空军基地
- 第350特战训练中队第1分遣队（Det 1, 350 SWTS），空军战斗潜水课程（英语：United States Air Force Combat Dive Course），佛罗里达州巴拿马城海军支援设施（英语：Naval Support Activity Panama City）
- 第350特战训练中队B工作站（OL-B, 350 SWTS），军事自由落体跳伞课程（英语：Military Freefall Parachutist Badge #Training），亚利桑那州尤马
- 第352特战训练中队（352 SWTS），北卡罗来纳州波普机场

### 特种战术部队参谋、联络员及教官职位分配单位
- 空军特种作战司令部总部（HQ AFSOC），佛罗里达州赫尔伯特机场
- 第24特种作战联队（24 SOW），佛罗里达州赫尔伯特机场
- 第720特种战术大队（英语：720th Special Tactics Group）（720 STG），佛罗里达州赫尔伯特机场
- 第724特种战术大队（英语：724th Special Tactics Group）（724 STG），北卡罗来纳州波普机场
- 特种战术训练中队（STTS），佛罗里达州赫尔伯特机场
- 第352特种作战联队（英语：352nd Special Operations Wing）（352 SOW），英国萨福克郡英国皇家空军米尔登霍尔基地
- 第353特种作战联队（英语：353rd Special Operations Wing）（353 SOW），日本冲绳县嘉手纳空军基地

### 特种侦察员职业领域管理主任、支援行动联络员及讲师职位分配单位
- 空军总部（英语：Air Staff (United States)）空军作战副参谋长办公室（英语：Air Staff (United States)）空军特战部队司（HQ USAF/A3S），华盛顿哥伦比亚特区五角大楼
- 美国特种作战司令部总部（HQ USSOCOM），佛罗里达州麦克迪尔空军基地（英语：MacDill Air Force Base）
- 美国联合特种作战大学（英语：Joint Special Operations University）（JSOU），佛罗里达州麦克迪尔空军基地
- 美国北方特种作战司令部（英语：United States Northern Command #Subordinate Commands）（SOCNORTH），科罗拉多州彼得森太空军基地（英语：Peterson Space Force Base）
- 美国南方特种作战司令部（英语：United States Southern Command #Special Operations Command South）（SOCSOUTH），佛罗里达州霍姆斯特德空军预备役部队基地（英语：Homestead Air Reserve Base）
- 美国欧洲特种作战司令部（英语：Special Operations Command Europe）（SOCEUR），德国巴登-符腾堡州帕奇兵营
- 美国非洲特种作战司令部（英语：United States Africa Command #U.S. Special Operations Command Africa）（SOCAFRICA），德国巴登-符腾堡州凯利兵营（英语：Kelley Barracks）
- 美国中央特种作战司令部（英语：Special Operations Command Central）（SOCCENT），佛罗里达州麦克迪尔空军基地
- 美国太平洋特种作战司令部（英语：Special Operations Command Pacific）（SOCPAC），夏威夷州霍兰德·M·史密斯营（英语：Camp H. M. Smith）
- 美国驻韩特种作战司令部（英语：Special Operations Command Korea）（SOCKOR），韩国京畿道汉弗莱营